# Bernhard Tessmann
Bernhard Tessmann est un ingénieur allemand, né le 15 août 1912 et mort à Huntsville (Alabama) le 19 décembre 1998, expert en matière de missiles guidés pendant la Seconde Guerre mondiale. 

## Biographie

### Les débuts
Tessmann naît le 15 août 1912.
Il rencontre la première fois Wernher von Braun en 1935. Il a peu d'intérêt pour le vol spatial, quoiqu'il ait vu les scènes du film Frau im Mond (La femme sur la Lune), son père travaillant aux studios cinématographiques UFA. Tessmann participe à la planification de la base militaire de Peenemünde, à partir de la fin de 1936. Il travaille sur les souffleries puis sur les systèmes de mesure de poussée de moteur V2.

### Développements militaires pendant la Seconde Guerre mondiale
Il est évacué après le bombardement en août 1943 à Kölpinsee, où il conçoit les installations au sol destinées aux unités V2 mobiles et est impliqué dans la planification pour les fabriques souterraines de V2 à Ebensee en Autriche, Projekt Zement. 
Tessmann est l'un des artisans principaux du sauvetage des archives de la fusée V2. Lorsque von Braun prend conscience que les SS obéiraient à l'ordre du Führer (terre brûlée) de détruire les tonnes de liasse de documents précieux d'étude et de fabrication, il demande à son assistant personnel, Dieter Huzel et à Bernhard Tessmann, le chef constructeur des installations de Peenemünde, de cacher les documents dans un lieu sûr.
Il fallut trois camions Opel pour transporter les 14 tonnes de papiers. Le convoi part le 3 avril 1945 pour les montagnes du Harz situées à proximité. À la fin de la journée, Tessmann et Huzel trouvent une mine de fer abandonnée près du village isolé de Dornten. Trente-six heures plus tard, tous les documents sont tractés au fond de la mine par une petite locomotive puis entreposés dans la salle où est conservée la poudre explosive.
Von Braun et son équipe de spécialistes des V2 se rendent ensuite d'eux-mêmes à la 44e Division, et leur fournissent la documentation sauvegardée.

### L'après-guerre
Dès janvier 1947, Tessmann travaille à Fort Bliss, au Texas. Il consacre sa vie entière aux fusées, à Fort Bliss, à White Sands puis à Huntsville. En 1960, il est directeur adjoint de la Division d'essai, NASA Marshall Space Flight Center. Il meurt le 19 décembre 1998 à Huntsville, en Alabama.